# Romulus Cristescu
Romulus Cristescu (n. 4 august 1928, Ploiești, România – d. 1 septembrie 2021, București, România) a fost un matematician român, cu contribuții în domeniul analizei funcționale, membru titular (din 1990) al Academiei Române.
A fost exponent al școlii române de calcul al probabilităților, al cărei creator a fost Octav Onicescu.
A parcurs studiile secundare la București.
În 1950 este licențiat în matematică.
în perioada 1950 - 1953, este lector la Catedra de Matematici Aplicate.
În 1955 își susține examenul de doctorat.
În perioada 1955 - 1956 a predat la Facultatea de Matematică-Fizică un curs de teoria spațiilor semiordonate, iar în anii 1956, 1957 un curs de calcul numeric.
În 1960 obține gradul de conferențiar, iar din 1966 deține titlul de profesor la Catedra de Analiză matematică și Analiză funcțională.
A fost șef de sector la teoria distribuțiilor în cadrul Institutului de Matematică al Academiei, iar din 1966 prodecan la Facultatea de Matematică-Mecanică. În 1974 a devenit membru corespondent al Academiei Române, iar în 1990 membru titular.
Romulus Cristescu a fost președinte al Secției de Științe Matematice a Academiei Române.
În anul 2000 a fost decorat cu Ordinul Național „Pentru Merit” în grad de Mare Cruce.

## Activitate științifică
S-a ocupat de analiza funcțională și anume de spații vectoriale semiordonate, de generalizarea integralei lui S. Bochner, de integrala Radon și alte integrale vectoriale.
Are lucrări din teoria statisticii și a sistemelor de reglare automată.
A studiat spațiile vectoriale de tip Kantorovici - Banach.
De asemenea, a ținut conferințe despre teoria probabilităților și cibernetică în Cehoslovacia și Polonia.

## Scrieri
- 1959: Spații liniare ordonate
- 1961: Curs de matematici superioare
- 1966: Unele aplicații ale teoriei distribuțiilor
- 1966: Elemente de analiză funcțională și introducere în teoria distribuțiilor.